# Онтесільяс
Онтесільяс (ісп. Hontecillas) — муніципалітет в Іспанії, у складі автономної спільноти Кастилія-Ла-Манча, у провінції Куенка. Населення — 77 осіб (2010).
Муніципалітет розташований на відстані близько 150 км на південний схід від Мадрида, 41 км на південь від Куенки.

## Демографія
Динаміка населення (INE ):